# Plusioporus vogesii
Plusioporus vogesii är en mångfotingart som beskrevs av Karl Wilhelm Verhoeff 1938. Plusioporus vogesii ingår i släktet Plusioporus och familjen Spirostreptidae. Inga underarter finns listade i Catalogue of Life.